# Piraquara
Piraquara is een gemeente in de Braziliaanse deelstaat Paraná. De gemeente telt 87.285 inwoners (schatting 2009).

## Aangrenzende gemeenten
De gemeente grenst aan Morretes, Pinhais, Quatro Barras en São José dos Pinhais.